# Municipio de Monroe (condado de Monroe, Míchigan)
El municipio de Monroe (en inglés: Monroe Township) es un municipio ubicado en el condado de Monroe en el estado estadounidense de Míchigan. En el año 2010 tenía una población de 14568 habitantes y una densidad poblacional de 309,87 personas por km².

## Geografía
El municipio de Monroe se encuentra ubicado en las coordenadas 41°53′35″N 83°25′28″O / 41.89306, -83.42444. Según la Oficina del Censo de los Estados Unidos, el municipio tiene una superficie total de 47.01 km², de la cual 43.77 km² corresponden a tierra firme y (6.9%) 3.24 km² es agua.

## Demografía
Según el censo de 2010, había 14568 personas residiendo en el municipio de Monroe. La densidad de población era de 309,87 hab./km². De los 14568 habitantes, el municipio de Monroe estaba compuesto por el 92.93% blancos, el 2.55% eran afroamericanos, el 0.19% eran amerindios, el 0.74% eran asiáticos, el 0.01% eran isleños del Pacífico, el 1.27% eran de otras razas y el 2.32% pertenecían a dos o más razas. Del total de la población el 4.03% eran hispanos o latinos de cualquier raza.